# Walter Blickenstorfer
Walter Blickensdorfer oder Blickenstorfer (* 6. März 1921 in Zürich; † Februar 1969) war ein Schweizer Journalist und Schriftsteller.

## Leben
1944 begann Blickenstorfer für Die Tat zu arbeiten. Erfahrungen ab 1945 als Delegierter des Roten Kreuzes, u. a. in Strassburg, weckten in ihm das journalistische Interesse für politische Themen; so schrieb er in den folgenden Jahren über den aufkommenden Kalten Krieg und 1956 über den Ungarnaufstand.
Blickenstorfer wirkte in den 1960er Jahren als «freier Journalist und Redaktor» in Zürich, unter anderem für die Zürcher Woche sowie als Auslandsredaktor für Die Tat. Er war zudem «Reporter» und war «beim Schweizerischen Fernsehdienst tätig».
Er schrieb auch für Die Weltwoche.
Sein Roman Die Gejagten wurde 1961 unter der Regie von Max Michel verfilmt.

## Schriften (Auswahl)
- Einführung eines militärischen Arbeitsdienstes in der Schweiz. In: Allgemeine Schweizerische Militärzeitung, 88=108 (1942), S. 293–307. doi:10.5169/seals-17886
- Erde, Liebe, Glaube. Zürich: Rascher, 1942.
- Die Gejagten. Zürich: Schweizer Druck- und Verlagshaus, 1953.
- Seiltänzer des Lebens. Zürich: Schweizer Druck- und Verlagshaus, 1955.